# Валер'янівка (зупинний пункт)
Валер'я́нівка — пасажирський залізничний зупинний пункт Рівненської дирекції Львівської залізниці.
Розташований між селом Валер'янівка та містом Рожище, Рожищенський район, Волинської області на лінії Здолбунів — Ковель між станціями Рожище (2 км) та Ківерці (15 км).
Станом на березень 2019 року щодня чотири пари електропоїздів прямують за напрямком Ковель-Пасажирський — Ківерці/Луцьк/Здолбунів.